# 설거정

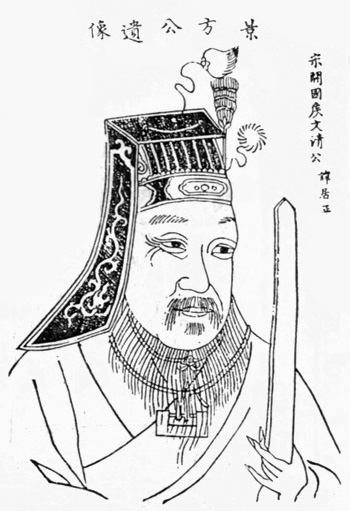

설거정(薛居正, 912년 ~ 981년)은 중국 송나라의 역사가이다. 개봉부(zh:开封府) 준의현(zh:浚仪县 (秦国)) 사람으로, 자는 자평(子平)이다. 《구오대사》의 감수자이다.
설인겸의 아들로 태어났다. 어릴 적에 학문을 좋아하고 큰 뜻이 있었다. 청태 연간(934년 ~ 936년)에 과거에 급제하였다. 개보 5년(972년), 판문하시랑사, 감수국사가 되어 《오대사(五代史)》 집필을 감수하였고 해를 넘겨 마무리하였다. 태평흥국 6년(981년) 6월, 복용해 오던 단사(丹砂)에 중독되어 70세의 나이로 사망하였다. 태위, 중서령에 추증되었다.

## 참고 문헌
- 《송사》 권264, 설거정전